# (38499) 1999 TT161
1999 TT161 (asteroide 38499) é um asteroide da cintura principal. Possui uma excentricidade de 0.05900800 e uma inclinação de 2.62580º.
Este asteroide foi descoberto no dia 9 de outubro de 1999 por LINEAR em Socorro.